# 中野市立豊田中学校
中野市立豊田中学校（なかのしりつとよたちゅうがっこう）は、長野県中野市にある公立中学校である。

## 概要
豊田中学校は中野市の豊田地区にある学校である。2022年度現在は82人の生徒が在籍、職員数は19人。制服は男子が学生服、女子はブレザー。学校内では学校指定の運動着である。

## 沿革
- 1971年 - 豊田中学校豊井部校・永田部校として発足 。
- 1973年 - 2校が統合し、現在の地（中野市大字豊津4296-1）豊田中学校開校。
- 2002年 - 開校30周年。
- 2012年 - 開校40周年。
- 2020年 - 豊井小学校・永田小学校の合併により豊田小学校開校　小・中一貫校に。
- 2022年 - 開校50周年。